# Estrechos de Mackinac
Los estrechos de Mackinac (del inglés: Straits of Mackinac) (pronunciación en inglés: /ˈmækɪnɔː/) es el nombre con el que se conoce a la franja de agua que conecta dos de los Grandes Lagos de Norteamérica, el lago Míchigan y el lago Hurón, y que separa la península Inferior de Míchigan de la península Superior de Míchigan.  Se trata de una vía de navegación que proporciona un paso de materias primas y productos terminados, conectando, por ejemplo, las minas de hierro de Minnesota con molinos de acero de Gary, Indiana.  Antes de que el ferrocarril llegara a Chicago desde el este, la mayoría de los inmigrantes llegaban al Medio Oeste y las Grandes Llanuras en buques desde los Grandes Lagos.  El estrecho tiene 8 km de anchura en su punto más estrecho, donde es cruzado por el puente de Mackinac.  Antes de que el puente fuera construido, había varios servicios de transbordadores que transportaban los vehículos a través de los estrechos. Hoy sólo hay servicios exclusivos de ferries de pasajeros a la isla Mackinac, ya que no se permite el uso de coches.  Los visitantes pueden llevar sus vehículos en ferry a la isla Bois Blanc.
Entre las islas del estrecho de Mackinac hay dos pobladas, Bois Blanc (71 hab. en 2000) y  Mackinac (271 hab.), y dos que no están habitadas: Ronda y St. Helena. Con 18 km de longitud, Bois Blanc es la isla más grande de los estrechos.
Los estrechos son poco profundos y lo suficientemente estrechos como para congelarse en invierno.  La navegación está garantizada todo el año en los Grandes Lagos por el uso de rompehielos.

## Historia
El primer europeo en pasar por el sitio fue el coureur des bois francés Jean Nicolet, enviado desde Quebec por Samuel de Champlain en 1633 para explorar y cartografía los Grandes Lagos occidentales, y para establecer nuevos contactos y asociaciones comerciales con las tribus nativas de la región. Sus informes dieron como resultado que el gobierno francés proporcionara fondos para enviar a colonos, misioneros, comerciantes y soldados a la región de los Grandes Lagos. El padre Jacques Marquette había establecido una misión católica francesa para cristianizar a los indios en la isla Mackinac en 1671 (que poco después se trasladó a St. Ignace en la península de Michigan, donde permaneció activa hasta 1705). La construcción de Fort de Buade en St. Ignace en 1681 fue un intento de las autoridades de Nueva Francia de establecer una presencia militar en el Estrecho, pero se cerró en 1697.
El primer asentamiento europeo de Mackinaw City se produjo en 1715 cuando los franceses construyeron Fort Michilimackinac en el extremo sur del estrecho. Michilimackinac fue reemplazado en 1781 por un fuerte británico, Fort Mackinac, en la isla de Mackinac.

## Geología e historia
Los estrechos de Mackinac tienen 8,0 km de anchura y unos 37 m de profundidad. Hidrológicamente, los dos lagos conectados pueden ser considerados como uno solo, que se llama lago Míchigan-Huron.
Los estrechos fueron una ruta importante para el comercio de pieles de los nativos americanos. Situado en el lado sur de los estrechos está la ciudad de Mackinaw City, Míchigan, el sitio de Fort Michilimackinac, una fortaleza francesa reconstruida fundada en 1715, y en el lado norte está St. Ignace (Míchigan), sede de una misión católica francesa para los indios, fundada en 1671. El extremo oriental de los estrechos era controlado por Fort Mackinac en la isla Mackinac, una base militar y centro de comercio de pieles colonial británica, fundada en 1781.

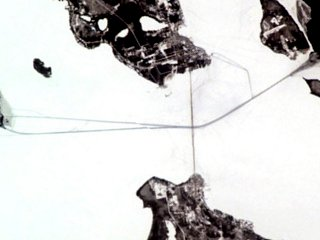
Fotografía de satélite de las vías abiertas por los rompehielos a través del hielo en los estrechos. El puente de Mackinac es la línea vertical del centro, que conecta la masa continental de la península Superior de Míchigan, arriba, con el Bajo Míchigan, abajo. Las vías abierta van de derecha a izquierda, conectando las aguas abiertas del lago Míchigan con las aguas abiertas del lago Hurón, entre las islas de Mackinac y Round.

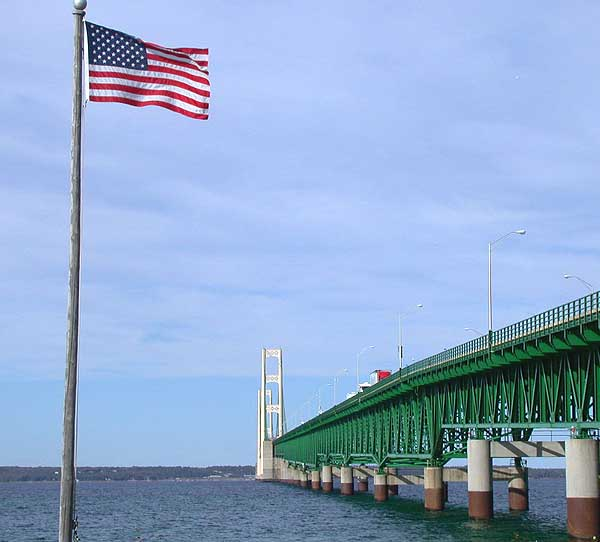
Los estrechos de Mackinac, atravesados por el puente de Mackinac, visto desde la orilla sur

## Los estrechos de Mackinac hoy
Los estrechos son patrullados por un destacamento de la Guardia Costera de Estados Unidos con sede en Graham Point, St. Ignace. En invierno, el USCGC Mackinaw, un rompehielos del Servicio de Guardacostas de los Grandes Lagos, mantiene abierto un canal de navegación a través del hielo. Este nuevo buque entró en servicio durante la temporada de hielo 2005-06 y tiene su sede en Cheboygan, Míchigan, cerca de la orilla oriental de los estrechos.
La mayoría de las riberas de los estrechos han sido protegidas por el estado de Míchigan con la declaración de la Preserva Naufragios de los estrechos de Mackinac (Straits of Mackinac Shipwreck Preserve), un espacio público ribereño dedicado al personal que se perdió a bordo de los botes y embarcaciones que se hundieron en estas rutas marítimas peligrosas.
Los principales faros en los estrechos de Mackinac son:
- el faro de McGulpin (McGulpin Point Light), en punta McGulpin,4,8 km al oeste de Fort Michilimackinac;
- el faro Old Mackinac (Old Mackinac Point Light), en Mackinaw City, que está abierto al público;
- el faro de la isla Round   (Round Island Light), en la isla Round, que no está abierto al público, pero que se puede ver desde el canal del ferry de isla Mackinac;
- el faro de la isla St. Helena (St. Helena Island Lighthouse), que no está abierto al público, pero que es visible desde un área de descanso en la U.S. Highway 2 en Gros Cap, al oeste de St. Ignace;
- el faro de Bois Blanc (Bois Blanc Light), que no está abierto al público, en la orilla norte de Bois Blanc.